# Manon De Roey
Manon De Roey (Schilde, 12 december 1991) is een Belgische golfster. 

## Levensloop
De Roey begon met golf toen ze elf jaar was en werd lid van de Rinkven International Golf & Country Club. Ze ging naar de VVG Topsportschool in Hasselt en werd in 2008 opgenomen in het nationale golfteam, waarna ze onder meer aan het Europees Landen Team Kampioenschap meedeed. Ze begon in het najaar van 2010 een studie aan de Universiteit van Nieuw Mexico, waar ze college golf speelt. In 2014 staat ze in de top-200 van de wereldranglijst en doet ze voor de tweede keer mee aan het Dutch Ladies Open. Eveneens in 2014 ontving ze de 'Louise Vanden Bergh Award' als beste Belgische amateur.
Op 1 januari 2015 werd De Roey professional. Op de Tourschool van eind 2014 behaalde zij haar spelerskaart. Haar beste resultaat in 2015 was een 12de plaats bij het Oca Augas Santas Ladies International Open in Spanje.

### Gewonnen
Nationaal
- 2007: Belgian Young Talent Trophy
- 2008: Flanders Trophy
- 2009: Federal Tour Damme
- 2011: Omnium Classic of Belgium
- 2012: Concentra Securitas Omnium
- 2013: NK Strokeplay
- 2014: NK Strokeplay, NK Matchplay

US College Tour
- 2012: Colonel Wallenberg's Ram Classic,
- 2012: Mountain West Championships

### Baanrecord
- Limburg Golf & Country Club: 66 (-6)
- Rinkven Golf & Country Club (Old Course): 67 (-5)
- Royal Greens Golf Club: 63 (-9)